# Marian Wilhelm
Marian Wilhelm (* 19. September 1988 in Berlin) ist ein deutscher Fußballtrainer.

## Karriere

### Spieler
Wilhelm begann seine fußballerische Laufbahn im Alter von fünf Jahren beim Frohnauer SC zunächst als Torwart, bevor er über den Nordberliner SC in die B-Jugend von Hertha BSC wechselte. In der U19 entschied er sich für einen Wechsel zum SV Babelsberg 03. Für die Reserve der Babelsberger lief Wilhelm in der Saison 2007/08 fünfmal in der Brandenburg-Liga auf.  Eine Schienbeinverletzung, die lange nicht richtig diagnostiziert wurde, führte dazu, dass er im Alter von 20 Jahren seine aktive Spielerkarriere beendete.

### Trainer
Für ein Studium an der Deutschen Sporthochschule kam der in Berlin-Reinickendorf aufgewachsene Wilhelm 2009 nach Köln. Dort begann er im Januar 2010 seine Trainerlaufbahn bei Viktoria Köln und ist seither ununterbrochen für den Verein tätig. In den ersten Jahren arbeitete er in verschiedenen Positionen innerhalb des Nachwuchsleistungszentrums und betreute mehrere Jugendmannschaften.
Zur Spielzeit 2020/21 wurde Wilhelm Cheftrainer der in der A-Junioren-Bundesliga spielenden Viktoria U19. Ab Juli 2021 war er zusätzlich Übergangskoordinator der ersten Mannschaft. Unter seiner Leitung etablierte sich die U19 in der A-Junioren-Bundesliga und erreichte in der Saison 2023/24 die beste Platzierung der Vereinsgeschichte. Ein besonderer Erfolg seiner Arbeit zeigte sich in der hohen Durchlässigkeit zum Profikader. Mehrere Spieler aus seiner U17- sowie U19-Mannschaft erhielten in den folgenden Jahren einen Profivertrag, in der Drittliga Saison 2024/25 standen mit Malek El Mala, Saïd El Mala, Florian Engelhardt, Benjamin Hemcke, Oskar Hill, Zoumana Keita, Niklas May, Luca de Meester und Jonah Sticker Neun seiner ehemaligen Spieler im Profikader der Viktoria.
Im Dezember 2023 erwarb Wilhelm die A+-Lizenz, die höchste Trainerqualifikation im deutschen Nachwuchsfußball, und übernahm zur Saison 2024/25 die Rolle des Co-Trainers der ersten Mannschaft unter Cheftrainer Olaf Janßen.
Wilhelm absolvierte erfolgreich den 70. DFB Pro Lizenz-Lehrgang. Er ist damit der erste Trainer überhaupt, der neben der A+-Lizenz auch den Pro-Lizenz-Lehrgang des DFB abgeschlossen hat.
Am 5. Januar 2025 gab Viktoria Köln bekannt, dass Wilhelm ab Juli 2025 die Rolle des Cheftrainers übernehmen wird, nachdem Janßen den Verein auf eigenen Wunsch verlässt.